# Rogeria micromma
Rogeria micromma é uma espécie de formiga do gênero Rogeria, pertencente à subfamília Myrmicinae.